# Паром (межорбитальный буксир)
«Паром» — межорбитальный буксир многоразового использования, проектировавшийся в РКК «Энергия» с 2000 года и который должен был стать заменой одноразовым транспортным космическим кораблям типа «Прогресс». Задумывался как средство доставки грузов на МКС, орбиты других планет и взаимодействия с кораблём «Федерация».

## История
«Паром» должен был поднимать с низкой опорной орбиты (200 км) до орбиты МКС (337—430 км) контейнеры — сравнительно простые, с минимумом оборудования, выводимые в космос при помощи «Союзов» или «Протонов» и несущие, соответственно, от 4 до 13 тонн грузов. «Паром» имеет два стыковочных узла: один для контейнера, второй — для причаливания к МКС.
После вывода контейнера на орбиту, «Паром», используя свою двигательную установку, спускается, стыкуется и поднимает контейнер к МКС, а после разгрузки спускает его на более низкую орбиту, где тот отстыковывается и самостоятельно тормозит, чтобы сгореть в атмосфере. Буксир же остаётся ждать новый контейнер, для последующей буксировки к МКС. От контейнеров же «Паром» и дозаправляется, а, находясь на дежурстве в составе МКС, проходит, по мере надобности, профилактический ремонт. Вывести контейнер на орбиту можно будет практически любым отечественным или иностранным носителем.
РКК «Энергия» планировала запустить в космос первый межорбитальный буксир типа «Паром» в 2009 году, однако с 2006 года официальных анонсов и публикаций, посвящённых развитию этого проекта, не было.
Также планировалось использование вместе с кораблём «Клипер».